# مصر في الألعاب الأولمبية الصيفية 2008
مصر شاركت في الألعاب الأولمبية الصيفية 2008 التي أقيمت في بكين، الصين في الفترة بين 8 - 24 أغسطس 2008 . ودخلت ب103 مشارك في 17 رياضة وحصدت ميدالية برونزية في الجيدو

## جدول الميداليات
| المتوجون   | الرياضة | الاختصاص    | ذهبية | فضية | برونزية |
| ---------- | ------- | ----------- | ----- | ---- | ------- |
| هشام مصباح | الجودو  | 90 كغم رجال | 0     | 0    | 1       |